# Ludrová
Ludrová é um município da Eslováquia, situado no distrito de Ružomberok, na região de Žilina. Tem 5,34 km² de área e sua população em 2018 foi estimada em 999 habitantes.

## Demografia
| Ano:        | 1994 | 2004   | 2014   | 2024   |
| ----------- | ---- | ------ | ------ | ------ |
| Broj ljudi: | 955  | 982    | 999    | 994    |
| Razlika:    |      | +2,82% | +1,73% | -0,50% |

| Ano:               | 2023 | 2024   |
| ------------------ | ---- | ------ |
| Número de pessoas: | 981  | 994    |
| Diferença:         |      | +1,32% |